# Trollveggen

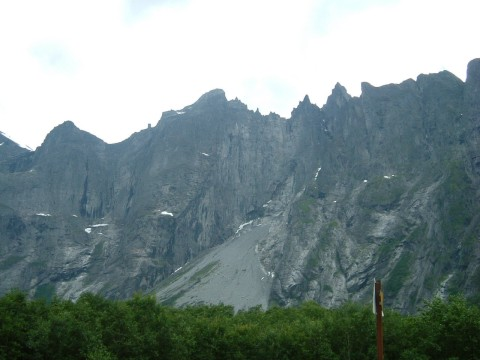
Trollveggen

De Trollveggen is een rotsformatie van het massief Trollryggen in de Romsdalvallei dicht bij Åndalsnes en Molde in de provincie Møre og Romsdal in Noorwegen.
De Trollveggen is de hoogste verticale rotsformatie in Europa met 1100 meter. Carl Boenish, de "vader" van het basejumpen, verongelukte hier tijdens een recordpoging. Basejumpen van de Trollveggen mag sinds 1986 niet meer.